# Publio Manilio Vopisco Viciniliano
Publio Manilio Vopisco Viciniliano Lucio Elufrio Severo Julio Cuadrato Baso (en latín: Publius Manilius Vopiscus Vicinillianus Lucius Elufrius Severus Iulius Quadratus Bassus) fue un senador romano de rango patricio, que desarrolló su carrera política a finales del siglo I y comienzos del siglo II, bajo los imperios de Nerva, Trajano y Adriano.

## Orígenes familiares
Su familia era de origen hispano, con raíces en  la muy romanizada provincia Bética. Era hijo del poeta Publio Manilio Vopisco, amigo del emperador Domiciano, y de Vibia Vicinilla, nieto de Marco Manilio Vopisco, consul suffectus en 60, bajo Nerón y además fue adoptado por Lucio Elufrio Severo Julio Cuadrato Baso.

## Carrera política
Conocemos bien su cursus honorum gracias a una inscripción procedente de Tívoli (Italia), apareciendo éste en orden inverso; su texto, de 16 líneas, es el siguiente:

Publio Manilio P(ubli) f(ilio)

Gal(eria) V[opis]co

Vicinilliano

L(ucio) Elufrio Severo Iulio

Quadrato Basso co(n)s(uli)      4

pontif(ici) flamin(i) praet(ori)

quaestori divi Traiani

Parthici trib(uno) mil(itum) leg(ionis)

IIII Scythic(ae) IIIvir(o) a(uro) a(rgento) a(ere)     8

f(lando) f(eriundo) salio Collino curat(ori)

fani Herc(ulis) Vict(oris)

N(umerius) Prosius Platanu[s]

cum Manilia Eutychi[a]     12

uxore et Vibia Vicinill[a]

et Manilis

Vopiscano et Attico libe[ris]

suis              16

La inscripción fue erigida después de la muerte del emperador Trajano, quien aparece mencionado como divi Traiani Parthici, lo que solamente ocurrió tras su divinización por Adriano en 117. Como joven senador, fue miembro del colegio de los Salios Colinos y también fue nombrado curator fani Herculis Victoris, encargándose por un tiempo de velar por el culto recibido por Hércules Vencedor en su santuario de Tibur en el Latium, cerca de la Urbe.
Su primer cargo conocido fue, dentro del vigintivirato, el de triunvir monetalis, a finales del imperio de Nerva, encargándose de controlar la acuñación de moneda en la ceca de Roma. Inmediatamente después, hacia 100, fue destinado como tribuno laticlavio a la Legio IV Scythica con base en Zeugma en la provincia Syria.
Sus influencias familiares hicieron que fuese nombrado cuestor a propuesta del propio emperador Trajano como candidatus principis. Poco después, hacia 110 fue designado pretor y se le permitió ingresar en dos importantes colegios sacerdotales, el de los pontífices y el de los flamines, quienes tenían vedado, entre otras cosas, el contacto con cadáveres y con objetos contaminantes procedentes del exterior del pomerium de Roma, lo que explica que a la pretura no le sucediera ningún mando político-militar en las provincias del Imperio.
Como premio a este sacrificio personal de su carrera, Trajano le nombró consul ordinarius en 114,
mientras que este emperador se encontraba en Oriente preparando su campaña contra los partos. Se desconoce su fecha de fallecimiento pero su óbito debió ocurrir bajo el imperio de Adriano.